# バクビン県
バクビン県（バクビンけん、ベトナム語：Huyện Bắc Bình / 縣北平?）は、ベトナム社会主義共和国ビントゥアン省の県。面積は2,125.6km²、人口は112,818人（2015年）である。

## 行政区画
2市鎮16社から構成される。